# Muhafazat az-Zahira
Muhafazat az-Zahira (arab.محافظة الظاهرة, trb. Muhafazat az-Zahira, trl. Muhafaza aà-āhirah) – do 2011 region (mintaka), od 2011 muhafaza (gubernatorstwo) Omanu, położone w północnej części kraju. Ośrodkiem administracyjnym jest miasto Ibri. Jego powierzchnia wynosi ok. 37 000 km². Na zachodzie graniczy z Arabią Saudyjską i z Zjednoczonymi Emiratami Arabskimi, na północy z Muhafazat al-Burajmi, Szamal al-Batina i Dżanub al-Batina, od wschodu z ad-Dachilijja a od południa z Prowincją Centralną.
Według spisu powszechnego z 2003 roku liczba mieszkańców 207 015; spadła do 151 664 osób według spisu  z 2010 roku, a wedle informacji centrum statystyk Omanu, w 2016 roku gubernatorstwo zamieszkiwało 203 239 osób. 
W jego skład wchodzą 3 wilajety:
- Ibri
- Yanqul
- Dank